# Korfball Champions League 2024
De Korfball Champions League 2024 is de 2e editie van dit nieuw opgezette internationale zaalkorfbaltoernooi. De speellocatie is Papendrecht. Het toernooi wordt gehouden van 7 t/m 10 februari 2024
Het deelnemersveld (en opzet) is veranderd ten opzichte van vorig jaar. In eerste instantie deden 6 teams mee aan het toernooi, echter moest CC Oeiras op het laatste moment afzeggen. Hierdoor kwam het deelnemersveld op 5 teams. 
Ook is het speelschema veranderd ten opzichte van vorig jaar ; er wordt nu gespeeld op 4 dagen, in plaats van 2.

## Deelnemers
- PKC/Vertom, Nederlands zaalkampioen
- TuS Schildgen, Duits zaalkampioen
- Boeckenberg, Belgisch zaalkampioen
- Benfica, Portugees zaalkampioen
- Pegasus, Duits zaal runner-up

## Toernooi
|                       |           |         |         |                                      |
| 7 februari 2024 19:00 | Schildgen | 23 - 12 | Pegasus | Scheidsrechter: Diana Boogaard (NED) |
| 7 februari 2024 19:00 |           |         |         | Scheidsrechter: Diana Boogaard (NED) |

|                       |             |         |         |                                   |
| 7 februari 2024 21:00 | Boeckenberg | 30 - 14 | Benfica | Scheidsrechter: Peter Busik (SVK) |
| 7 februari 2024 21:00 |             |         |         | Scheidsrechter: Peter Busik (SVK) |

|                       |     |         |           |                                   |
| 8 februari 2024 16:30 | PKC | 33 - 12 | Schildgen | Scheidsrechter: Steve Jones (WAL) |
| 8 februari 2024 16:30 |     |         |           | Scheidsrechter: Steve Jones (WAL) |

|                       |             |         |         |                                     |
| 8 februari 2024 18:30 | Boeckenberg | 29 - 11 | Pegasus | Scheidsrechter: Stan de Groot (NED) |
| 8 februari 2024 18:30 |             |         |         | Scheidsrechter: Stan de Groot (NED) |

|                       |     |         |         |                                      |
| 8 februari 2024 20:30 | PKC | 36 - 14 | Benfica | Scheidsrechter: Piotr Jaszczuk (POL) |
| 8 februari 2024 20:30 |     |         |         | Scheidsrechter: Piotr Jaszczuk (POL) |

|                       |         |         |         |                                     |
| 9 februari 2024 16:30 | Pegasus | 15 - 28 | Benfica | Scheidsrechter: Stan de Groot (NED) |
| 9 februari 2024 16:30 |         |         |         | Scheidsrechter: Stan de Groot (NED) |

|                       |             |         |           |                                      |
| 9 februari 2024 18:30 | Boeckenberg | 30 - 12 | Schildgen | Scheidsrechter: Lukas Pazourek (CZE) |
| 9 februari 2024 18:30 |             |         |           | Scheidsrechter: Lukas Pazourek (CZE) |

|                       |     |         |         |                                   |
| 9 februari 2024 20:30 | PKC | 38 - 10 | Pegasus | Scheidsrechter: Peter Busik (SVK) |
| 9 februari 2024 20:30 |     |         |         | Scheidsrechter: Peter Busik (SVK) |

|                        |           |        |         |                                     |
| 10 februari 2024 14:00 | Schildgen | 9 - 16 | Benfica | Scheidsrechter: Stan de Groot (NED) |
| 10 februari 2024 14:00 |           |        |         | Scheidsrechter: Stan de Groot (NED) |

|                        |     |         |             |                                   |
| 10 februari 2024 16:00 | PKC | 25 - 17 | Boeckenberg | Scheidsrechter: Steve Jones (WAL) |
| 10 februari 2024 16:00 |     |         |             | Scheidsrechter: Steve Jones (WAL) |

## Eindklassement
| Positie | Club          |
| ------- | ------------- |
| Goud    | PKC/ Vertom   |
| Zilver  | Boeckenberg   |
| Brons   | NC Benfica    |
| 4       | TuS Schildgen |
| 5       | SG Pegasus    |